# Musschenbroek
Musschenbroek is een buurtschap, een kleine woonwijk met enkele huizen ten noorden van Heerlen, in de gelijknamige gemeente in de Nederlandse provincie Limburg. De buurtschap ligt tussen Heerlerheide en Palemig, in het dal van de Caumerbeek. De buurtschap Musschenbroek bestaat uit een doodlopende weg met enkele huizen en met camping "In Den Hof". De naam is ontleend aan hof Musschenbroek.
In het jaar 1888 werd hof Musschenbroek verwoest. De ruïne werd een jaar later door Jan Jacob Meens wederopgebouwd tot een kleinere hoeve, dwars over de oude heen ernaast ontstond camping "In Den Hof". De initialen met het jaartal staan in de topgevel van de hoeve vermeld. Enige jaren nadien ontstond er rond het herbouwde pand de buurtschap door de bouw van woningen. Ten noorden van de buurtschap liggen twee zilverzandgroeven.